# 우드무르티야 공화국
우드무르티야, 공식적으로 우드무르티야 공화국,은 동유럽에 위치한 러시아의 공화국이다. 행정적으로는 볼가 연방관구의 일부이다. 수도는 도시인 이젭스크다.
1920년 11월 4일에 우드무르트(1931년까지는 보츠카야) 자치주로 설립되었다.

## 명칭
우빈이은 odo-mort ('초원의 사람들')에서 유래했으며, 첫 번째 부분은 페름 어근 od 또는 odo ('초원, 빈터, 잔디밭, 녹지')를 나타낸다. 이는 1557년 문서에서 뒷받침되는데, 이 문서에서 우드무르트인] otyaki라는 전통적인 러시아어 이름과 함께 lugovye lyudi ('초원의 사람들')로 불린다.
2번째 부분인 murt는 '사람'을 의미한다(참조: 코미어 mort, 마리어 mari).  아마도 스키타이어 언어인 mertä 또는 martiya('사람, 남자';
산스크리트어: Manus 또는 Manushya)에서 일찍이 빌려온 것일 텐데, 이는 인도아리아어 용어인 maryá-('사람, 필멸자, 죽을 운명에 처한 사람')에서 빌려온 것으로 여겨진다. 고대 인도어 márya('젊은 전사')와 marut('전차 전사')를 참조하라. 둘 다 말과 전차와 구체적으로 관련이 있다. 인도유럽학자 T. 감크렐리제와 V. 이바노프는 이 단어를 청동기 시대의 알타이 승마 부족과 연관시킨다.
반면, 러시아 전통에서 '초원의 사람들'이라는 이름은 특히 강 왼쪽 기슭의 주민들을 가리킨다. 최근 가장 관련성이 높은 것은 V. 나폴스키흐와 S. K. 벨리흐의 버전이다. 그들은 이 민족명이 인도이란어의 *anta '바깥, 가까이, 마지막, 가장자리, 한계, 경계' 또는 투르크알타이어의 *anda/*ant '맹세(충실), 동지, 친구'에서 차용되었다고 추정한다.

## 역사

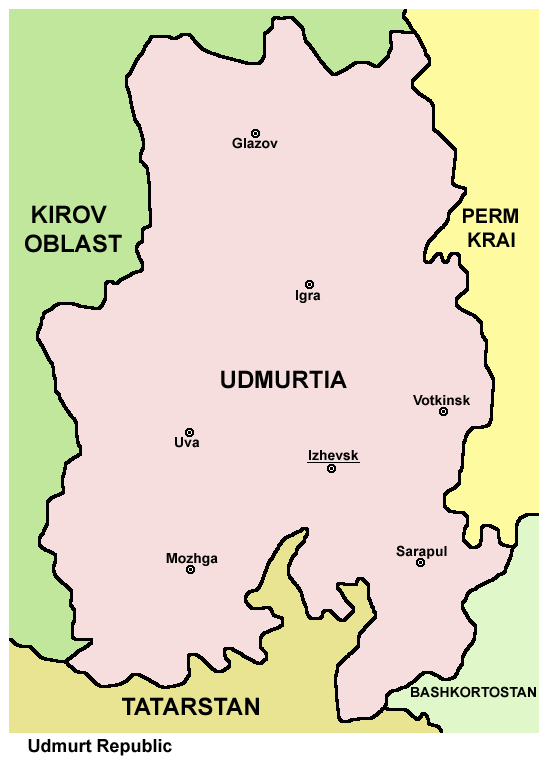
우드무르티야 공화국의 지도.

1920년 11월 4일 보탸크 자치주가 결성되었다. 1932년 1월 1일 우드무르트 자치주]로 개칭되었으며, 1934년 12월 28일에 우드무르트 ASSR로 재편되었다. 제2차 세계 대전 동안 많은 산업 공장들이 [[우크라이나 소비에트 사회주의 공화국]과 서부 국경 지대에서 우드무르티야로 대피했다.
1991년 10월 11일, 우드무르트 ASSR의 최고 위원회는 우드무르트 ASSR이 새로운 이름인 우드뮤르트 공화국 을 획득한 법을 채택했다.

## 지리
공화국은 우랄산맥의 서쪽에 위치하며 키로프, 페름, 바시코르토스탄, 타타르스탄과 국경을 접한다.
우드무르티아는 러시아 연방의 공화국으로, 러시아 중앙에 위치하고 카마강의 지류와 오른쪽 지류인 뱟카 사이에 있다.
이젭스크시는 우드무르티야의 행정, 산업, 문화의 중심지이다. 지리적으로 러시아 연방의 수도이자 최대 도시인 모스크바에서 멀지 않은 곳에 있다. 이 도시는 잘 발달된 교통 시스템(항공, 육로, 수로 포함)을 갖추고 있다.
우드무르티야는 서쪽과 북쪽으로 키로프주, 동쪽으로 페름 변경주, 남쪽으로 바시코르토스탄 공화국과 타타르스탄 공화국과 접한다.

### 기후
공화국은 온화한 대륙성 기후를 가지고 있으며, 여름은 따뜻하고 겨울은 춥고 눈이 많이 내린다. 연간 강수량은 평균 400–600mm이다.
| 월  | 평균 온도          |
| --- | ------------------ |
| 1월 | −14.5 °C (5.9 °F)  |
| 7월 | +18.3 °C (64.9 °F) |

### 시간대
모스크바 시간(MSK)에 있다. UTC와의 시차는 +0400 (MSK)이다.

### 강
- 쳅차강
- 이시강
- 카마강
- 킬메스 강
- 시바강

## 행정 구역
참조 항목: 우드무르트 공화국의 행정 구역
- 알나시스키군(Алнашский район, 우드무르트어: Алнаш ёрос)
- 발레진스키군(Балезинский район, 우드무르트어: Балезино ёрос)
- 데베스키군(Дебесский район, 우드무르트어: Дэбес ёрос)
- 글라좁스키군(Глазовский район, 우드무르트어: Глаз ёрос)
- 그라홉스키군(Граховский район, 우드무르트어: Грах ёрос)
- 이그린스키군(Игринский район, 우드무르트어: Эгра ёрос)
- 약슈르보딘스키군(Якшур-Бодьинский район, 우드무르트어: Якшур-Бӧдья ёрос)
- 야르스키군(Ярский район, 우드무르트어: Яр ёрос)
- 유카멘스키군(Юкаменский район, 우드무르트어: Юкамен ёрос)
- 캄바르스키군(Камбарский район, 우드무르트어: Камбарка ёрос)
- 카라쿨린스키군(Каракулинский район, 우드무르트어 Каракулино ёрос)
- 케스키군(Кезский район, 우드무르트어: Кез ёрос)
- 키야솝스키군(Киясовский район, 우드무르트어: Кияса ёрос)
- 키즈네르스키군(Кизнерский район, 우드무르트어: Кизнер ёрос)
- 크라스노고르스키군(Красногорский район, 우드무르트어: Красногорск ёрос')
- 말로푸르긴스키군(Малопургинский район, 우드무르트어: Пичи Пурга ёрос)
- 모즈긴스키군(Можгинский район, 우드무르트어: Можга ёрос)
- 사라풀스키군(Сарапульский район, 우드무르트어: Сарапул ёрос)
- 셀틴스키군(Селтинский район, 우드무르트어: Сьӧлта ёрос)
- 슘신스키군(Сюмсинский район, 우드무르트어: Сюмси ёрос')
- 샤르칸스키군(Шарканский район, 우드무르트어: Шаркан ёрос)
- 자비얄롭스키군(Завьяловский район, 우드무르트어 Завьял ёрос)
- 우빈스키군(Увинский район, 우드무르트어: Ува ёрос)
- 바보시스키군(Вавожский район, 우드무르트어: Вавож ёрос)
- 봇킨스키군(Воткинский район, 우드무르트어: Вотка ёрос)

## 도시
- 봇킨스크(Воткинск, 우드무르트어: Вотка)
- 글라조프(Глазов, 우드무르트어: Глаз)
- 이젭스크(Ижевск, 우드무르트어: Иж)
- 캄바르카(Камбарка)
- 모즈가(Можга)
- 사라풀(Сарапул)

## 주민
러시아인(60.1%), 우드무르트인(29.3%), 타타르족(7.0%), 벨라루스인(2%), 우크라이나인(0.9%), 마리인(0.6%), 바시키르인(0.3%), 추바시인(0.2%), 독일인(0.2%), 기타(0.9%)가 거주한다. 2/3이상이 우드무르트밖의 지역에 거주한다.
| 연도                | 인구      | ±%     |
| ------------------- | --------- | ------ |
| 1926                | 756,264   | —      |
| 1939                | 1,219,350 | +61.2% |
| 1959                | 1,336,927 | +9.6%  |
| 1970                | 1,417,675 | +6.0%  |
| 1979                | 1,493,670 | +5.4%  |
| 1989                | 1,609,003 | +7.7%  |
| 2002                | 1,570,316 | −2.4%  |
| 2010                | 1,521,420 | −3.1%  |
| 2021                | 1,452,914 | −4.5%  |
| Source: Census data |           |        |

## 역사
우드무르트인은 몽골과 타타르의 지배를 받다가 15세기 중반부터 차츰 러시아의 지배를 받게 되었다. 이들은 러시아 정교를 받아들였으며 러시아에 비교적 순응적인 민족이었다. 1920년 11월 4일 이전까지는 보츠크 자치주가 세워졌다. 1932년 1월 1일이 되자 보츠크 자치주에서 우드무르트 자치주가 되었다. 다시 1934년 12월 28일에는 우드무르트 ASSR이 되었고, 1990년 9월 20일에 우드무르트 공화국으로 승격되었다.

## 종교
공화국 주민들은 무종교이거나 러시아 정교회를 믿는다. 샤머니즘도 존재한다.

## 노트
1. ↑  /ʊdˈmʊərtiə/; 러시아어: Удмуртия Udmurtiya[*] [ʊˈdmurtʲɪjə]; 우드무르트어: Удмуртия Udmurtija
2. ↑  러시아어: Удмуртская Республика Udmurtskaya Respublika[*], 우드무르트어: Удмурт Республика/Элькун Udmurt Respublika/Eľkun

## 참고 문헌
- Kalder, Daniel. Lost Cosmonaut: Observations of an Anti-tourist. Scribner Book Company. ISBN 0-7432-8994-3.
- Shkliaev, Aleksandr; Eva Toulouze (March 2001). “The mass media and the national question in Udmurtia in the 1990s”. 《Nationalities Papers》 29 (1): 97–108. doi:10.1080/00905990120050811. S2CID 154628126.